# Tamati Alefosio Sefo
Tamati Alefosio Sefo MSC (* 28. April 1972 in Tafitoala Safata, Tuamasaga) ist ein samoanischer römisch-katholischer Ordenspriester und ernannter Apostolischer Präfekt der Marshallinseln.

## Leben
Tamati Alefosio Sefo trat der Ordensgemeinschaft der Herz-Jesu-Missionare bei, studierte Philosophie und Theologie am pazifischen Regionalseminar in Suva und empfing am 27. November 2004 das Sakrament der Priesterweihe.
Nach der Priesterweihe war er in Samoa und Fidschi in der Pfarrseelsorge tätig. 2010 absolvierte er in Australien am Marymount Mercy Centre einen Ausbilderkurs und war anschließend bis 2014 Ausbilder und später Ausbildungsleiter für den Ordensnachwuchs. Von 2015 bis 2021 war er Superior der Pacific Union seines Ordens und von 2021 bis 2023 Provinzial der Herz-Jesu-Missionare für die pazifischen Inseln. Ab 2023 war er erneut Pfarrer in Samoa.
Am 14. Januar 2025 ernannte ihn Papst Franziskus zum Apostolischen Präfekten der Marshallinseln.